# Drycothaea anteochracea
Drycothaea anteochracea là một loài bọ cánh cứng trong họ Cerambycidae.